# Ágopcsa Marianna
Ágopcsa Marianna (Kolozsvár, 1944. június 5. –) erdélyi magyar művészettörténész, műkritikus. Férje Muhi Sándor grafikus.

## Életútja
Az  erdélyi örmény Ágopcsa (Hágopsáh) család leszármazottja.
A kolozsvári 3. számú középiskola elvégzése után a Babeș–Bolyai Egyetem történelem–filozófiai karán művészettörténeti szakképesítést szerzett. 1967-től a szászsebesi Történeti Múzeumban, 1968-tól a kolozsvári Művészeti Múzeumban dolgozott. 1970-től A Hét képzőművészeti szerkesztője, 1978-tól a Szatmári Hírlap, illetve 1989 után a Szatmári Friss Újság művelődési rovatát vezette és publikált a Szamoshátban. Szamárnémetiben él, az 1990-es években az RMDSZ megyei választmányában működött.
Az Utunk és A Hét, a Korunk, a Művelődés hasábjain a végtelen művészi fogalmáról, a geometria művészeti lehetőségeiről, Cranach, Caravaggio, Mondrian, Mednyánszky László, Nagy István művészetéről értekezett. A művészetbeli tér és idő kérdései foglalkoztatják.

## Művészeti írásaiból
- Leltár és művészettörténet. Korunk, 1974. (33. évf.) 3. sz. 494-497. p.
- A tájkép nem puszta ténymegállapítás. Korunk, 1979. (38. évf.) 1-2. sz. 68. p.
- A színházak kiűzhetetlen szelleme. Holnap : irodalmi és társadalmi folyóirat, 1992. (3. évf.) 12. sz. 28. p.
- Klasszikus évad, tíz fiatal művésszel. Szatmári Friss Újság (Szatmárnémeti), 1996. augusztus 24.
- Erdei István kisplasztikái. Szatmári Friss Újság (Szatmárnémeti), 1999. szeptember 3.
- „Nem lelket, csak lakást cseréltem?” : Beszélgetés Banner Zoltán művészettörténésszel. Bihari Napló, (Nagyvárad), 1999. október 1.
- Múzeumi kiadvány a középkori erdélyi egyházi építészetről. Szatmári Friss Újság (Szatmárnémeti), 2000. január 21.
- Stúdió-bemutató: Sóska, sültkrumpli. Szatmári Friss Újság (Szatmárnémeti), 2000. április 19. (Egressy Zoltán Sóska, sültkrumpli című komédiáját adták elő Tóth-Páll Miklós rendezésében a Harag György Társulat színészei)
- Megjelent az Otthonom Szatmár megye 10. kötete. Szatmári Friss Újság (Szatmárnémeti), 2000. április 21.
- Páskándi-ősbemutató Szatmárnémetiben: László, szent király – a millennium évében. Szatmári Friss Újság (Szatmárnémeti), 2000. november 16.

## Társasági tagság
- Magyar Újságírók Romániai Egyesülete (MÚRE)